# Піренейські склерофільні та напівлистопадні ліси
Піренейські склерофільні та напівлистопадні ліси — екорегіон середземноморських лісів та чагарників на південному заході Європи.
Займає внутрішні долини та плато Піренейського півострова.
Екорегіон лежить переважно в Іспанії і включає деякі частини східної Португалії.

## Географія
Екорегіон охоплює внутрішні басейни головних річок Іберії — Дору, Тахо, Гвадіана, Гвадалквівір та Ебро.
На півночі його обмежують з помірним кліматом Піренейські та Кантабрійські мішані ліси.
Внутрішні гори Іспанії, що розділяють різні річкові басейни, є місцем для окремих екорегіонів гірських лісів Північно-Західного Іберії та іберійських хвойних лісів.
Окремі екорегіони також займають прибережні низовини — Середземноморські склерофільні та мішані ліси Південно-Західної Іберії, чагарники та ліси Південно-Східної Іберії на південному сході, а також Середземноморські ліси Північно-Східної Іспанії та Південної Франції на сході.

## Клімат
Екорегіон має середземноморський клімат.
Внутрішнє розташування екорегіону означає спекотне, сухе літо.
Зими, як правило, м'які та холодніші у північній частині.

## Флора
До рослинних угруповань належать ліси, лісові масиви, маквіс, луки, низькі чагарники та заболочені ділянки.
Переважаючими деревами є вічнозелені склерофілові широколисті види та хвойні породи

Діброви (Quercus ilex) колись переважали на рівнинах і долинах з глибоким алювіальним ґрунтом.
Протягом століть ці діброви були перетворені на сільськогосподарські площі, пасовища або маквіс (густа хаща з високих деревних чагарників і низьких дерев, змішаних з низькими чагарниками та травами).

Оливково-рожкові ліси та маквіс поширені у південній частині екорегіону та в каньйонах у північних басейнах Дору та Тежу.
Переважають дерева Olea europaea та Ceratonia siliqua з чагарниками Chamaerops humilis, Pistacia lentiscus, Phillyrea latifolia, Phillyrea angustifolia та Myrtus communis, а також ліанами та травами.

Ліси Pinus pinea та Pinus pinaster зустрічаються на піщаних ґрунтах і внутрішніх дюнах, а також з великою кількістю кремнію.

Південно-східні райони та долини Ебро з вапняковими, мергельними та гіпсовими ґрунтами є домівкою для мозаїчного ландшафту з мішаним лісом Pinus halepensis та Quercus coccifera, а також Juniperus thurifera та Juniperus phoenicea, степові луки з Stipa tenacissima та Lygeum spartum, а також низькі чагарники з Artemisia herba-alba, Thymelaea hirsuta, Ononis tridentata, Helianthemum squamatum та Thymus mastigophorus.

Великі сезонно затоплені солоні водно-болотні угіддя покривають території з поганим дренажем з Suaeda fruticosa, Microcnemum coralloides, Aizoanthemum hispanicum, Arthrocnemum glaucum та Limonium ovalifolium.

### Ландшафти агролісового господарства
Традиційні агролісово-пасторальні ландшафти, відомі як дєеса в Іспанії та монтадо в Португалії, зустрічаються у західній частині екорегіону і поширюються на сусідній екорегіон склерофілових та мішаних лісів Середземноморські склерофільні та мішані ліси Південно-Західної Іберії.
До них відносяться Quercus suber, упереміш із сільськогосподарськими полями, оливками та іншими фруктовими деревами та пасовищами.
Дєеса підтримують дику природу, а також худобу та сільськогосподарські культури, а також лісові продукти, такі як пробка, мед, гриби та дичина. Протягом минулого століття багато дєес та монтадо були розчищені, щоб створити більші поля однозернового зерна та інших сільськогосподарських товарів

## Фауна
Екорегіон є домівкою для невеликих популяцій Canis lupus signatus на рівнинах північної Кастилії та Lynx pardinus на південному заході. До цілорічних птахів-мешканців можна віднести Aquila adalberti та Otis tarda.
Лісові масиви є місцем зимівлі Grus grus, а також місцем розмноження Ciconia ciconia та Ciconia nigra.

## Заповідні території
74 552 км², або 25 %, екорегіону знаходиться у заповідних територіях.

Заповідні території: природний парк долини Гвадіана в Португалії та природний парк Сьєрра-Норте-де-Севілья, природний парк Сьєрра-де-Орначуелос, природний парк Сьєрра-Магіна, природний парк Сьєрра-де-Андухар, Національний парк Монфрагюе, природний парк Аррібес-дель-Дуеро, Природний заповідник Лагунас-де-Вільяфафіла та природний парк Сьєрра-де-Марія-Лос-Велес в Іспанії.